# Georg Rieke
Georg Hermann Rieke (* 27. Januar 1894 in Hameln; † 2. November 1970 in Pyrmont) war ein General der Luftwaffe der Wehrmacht im Zweiten Weltkrieg.

## Leben
Beförderungen
- 23. November 1914 Fahnenjunker-Gefreiter
- 5. Dezember 1914 Fahnenjunker-Uffz.
- 16. März 1915 Fähnrich
- 25. April 1915 Leutnant
- 1. April 1925 Oberleutnant
- 31. Juli 1929 Hauptmann
- 1. Juli 1929 Rittmeister
- 1. Dezember 1933 Major
- 18. Januar 1937 Oberstleutnant
- 1. April 1938 Oberst
- 1. September 1941 Generalmajor
- 1. September 1943 Generalleutnant
- 1. März 1945 General der Flieger

Rieke war der Sohn des Fabrikanten Ernst August Georg Rieke und dessen Frau Clara Margarethe Johanna, geborene Franke. Er trat kurz nach Beginn des Ersten Weltkrieges am 6. August 1914 als Fahnenjunker in die Königlich Preußische Armee ein. Er kam dabei zum 4. Hannoversches Infanterie-Regiment Nr. 164 in Hameln und wurde am 16. März 1915 zum Fähnrich befördert. Er wurde am 23. Mai 1915 bei Zermigola schwer verwundet. Ab dem 15. Dezember 1915 war er Kompaniechef im 260. Reserve-Infanterieregiments. Von Juli bis November 1916 absolvierte er eine Flugausbildung bei der Flieger-Ersatz-Abteilung 6 (FEA 6) in Großenhain. Ab dem 25. November 1916 war er Beobachterflugzeugführer bei der 10. Ausbildungsfliegerabteilung und ab dem 1. März 1917 zum Kampfgeschwader 4 der OHL versetzt und diente an der Westfront. 
Nach der Demobilisierung der Armee blieb er in der Reichswehr und diente in verschiedenen Infanterieeinheiten. Am 31. Juli 1929 wurde er offiziell aus der Armee entlassen. Von August 1929 bis Oktober 1931 absolvierte er eine geheime Fliegerausbildung in Lipezk in der UdSSR, in Berlin und in Lübeck.  Nach seiner Rückkehr am 1. Oktober 1931 wurde er wieder in den Dienst gestellt und zum Schwadronenkommandeur der 2. Im Juli–September 1933 wurde er an einer geheimen Flugschule in Italien ausgebildet. Am 1. Oktober 1933 trat er in die Luftwaffe ein und wurde zum Offizier z.b.V. bei der Inspektion der Schulen (I 4) im Reichsluftfahrtministerium (RLM). Am 10. Oktober 1933 wurde er zum Leiter der Fliegerschule Berlin-Tempelhof ernannt. Am 1. Juli 1934 wurde er zur 1. Staffel der Fliegergruppe Fassberg versetzt. Ab dem 21. März 1935 war er Gruppenleiter beim Lehrstab bei den Infanterie-Lehrgängen auf dem Truppenübungsplatz Königsbrück eingesetzt. 
Ab dem 1. September 1935 war er Berater und Gruppenchef und ab dem 1. Dezember 1939 Leiter der Abteilung LP IA im Luftwaffen-Personalamt. Am 1. September 1941 wurde er zum Generalmajor befördert. Am 23. März 1943 wurde er in das Hauptquartier der 10. Flieger-Division versetzt und am 15. Mai 1943 zu deren Kommandeur ernannt. Am 1. September 1943 wurde er zum Generalleutnant befördert. Durch die Umbenennung seiner Division wurde er am 12. November 1943 zum Kommandeur der 1. Fliegerausbildungs-Division ernannt. Am 1. Mai 1944 gab er sein Kommando an Generalmajor Heinz Funcke ab und wurde zum ständigen Vertreter des Chefs des Luftwaffen-Personalamtes im RLM ernannt.
Am 6. Februar 1945 übernahm er schließlich noch das Kommando über die Flieger-Ersatz-Division. Am 1. März 1945 wurde er dann zum General der Flieger ernannt. Am 19. April 1945 geriet er in US-amerikanische Gefangenschaft. Aus dieser wurde er am 10. März 1947 entlassen.
Rieke starb am 2. November 1970 in Bad Pyrmont.

## Auszeichnungen
- Eisernes Kreuz: II. Klasse und I. Klasse
- Fürstlich Lippisches Kriegsverdienstkreuz
- Verwundetenabzeichen (1918) in schwarz
- Fliegererinnerungsabzeichen (1918)
- Ehrenkreuz des Weltkrieges mit Schwertern (1934)
- Dienstauszeichnung der Wehrmacht, 4. bis 1. Klasse